# Nicole Rajičová

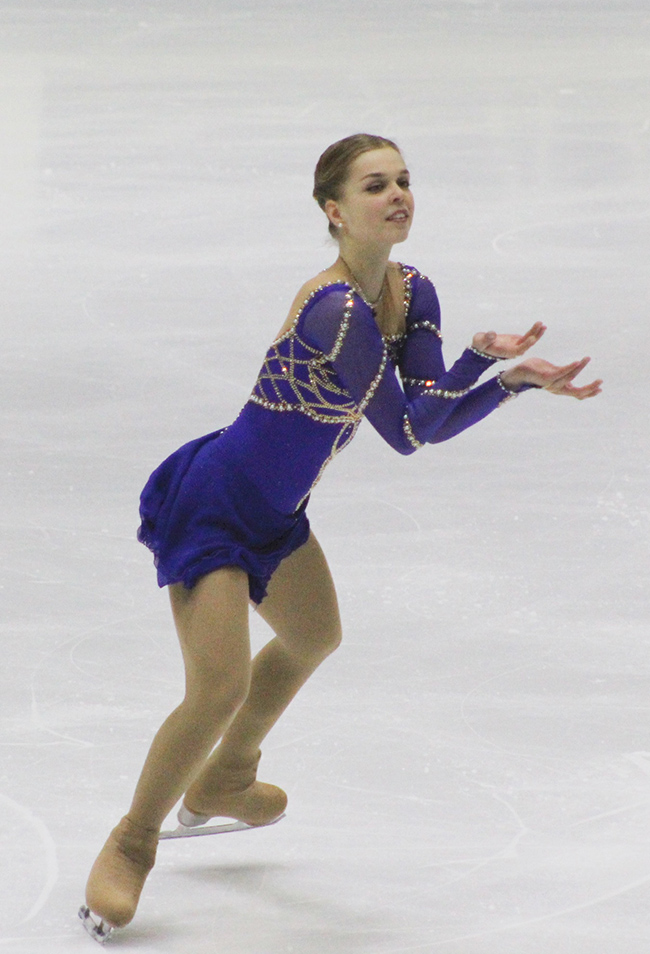
Nicole Rajičová 2015 bei den Juniorenweltmeisterschaften

Nicole Rajičová oder Nicole Rajic (* 13. August 1995 in Garden City, New York) ist eine US-amerikanisch-slowakische Eiskunstläuferin. Sie nahm für die Slowakei 2014 und 2018 an den Olympischen Winterspielen teil.

## Karriere
Die in Garden City im US-Bundesstaat New York geborene Nicole Rajičová hatte durch ihren Vater Tomislav oder kurz Tom, welcher als Eishockeyspieler aktiv war, früh Kontakt mit dem Eis. Sie war aber auch in anderen Sportarten wie in Tennis aktiv und entschied sich erst im Alter von sieben Jahren für den Eiskunstlauf. In ihrer Anfangszeit wurde sie von der ehemaligen tschechischen Eiskunstläuferin Milada Kubíková trainiert und startete unter ihrem „amerikanischen Namen“ Nicole Rajic bei regionalen und nationalen Meisterschaften. So startete sie in der Saison 2010/11 bei den US-amerikanischen Juniorenmeisterschaften und belegte dort den zwölften Platz. In der Folge entschied sie sich international für die Slowakei starten zu wollen und trat seitdem unter dem Namen Nicole Rajičová an.
Im Jahr 2011 nahm Nicole Rajičová dann erstmals für die Slowakei an internationalen Wettbewerben teil und konnte bei den slowakischen Meisterschaften, welche bis 2013 als Teil der Three Nationals Figure Skating Championships und seit 2014 als Teil der Four Nationals Figure Skating Championships ausgetragen werden, 2012 die Silbermedaille und 2013 die Goldmedaille gewinnen. Die Saison 2013/14 stand im Zeichen der Qualifikation für die Olympischen Spiele und um den Quotenplatz, welcher der Slowakei bei den Olympischen Winterspielen 2014 zustand, kämpften sie und Monika Simančíková. Nach längeren Diskussionen und Umentscheidenden nominierte der Slovenský olympijský výbor Nicole Rajičová für die Olympischen Winterspiele. In Sotschi erreichte sie im Dameneinzel durch einen 21. Platz im Kurzprogramm die Kür, durch welche sie auf den 24. Platz zurückfiel.

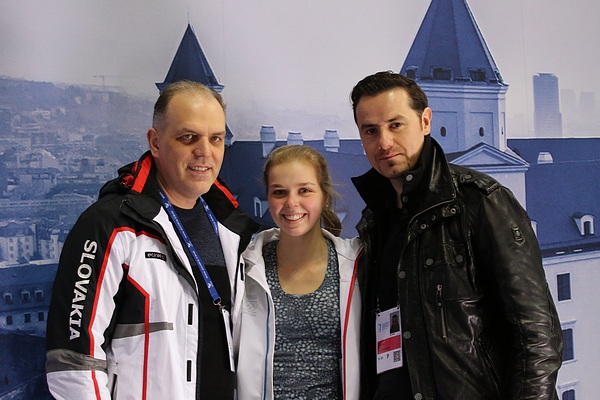
Nicole Rajičová mit ihrem Vater Tomislav (links) und ihrem Trainer Igor Krokavec bei den Europameisterschaften 2016

Nachdem sie sowohl 2015 und 2016 sowohl die slowakische Meisterschaft als auch die Four Nationals Figure Skating Championships gewonnen hatte, erreichte sie bei den Weltmeisterschaften 2016 im TD Garden in Boston mit dem 13. Platz ihr bestes Resultat bei Weltmeisterschaften. Im darauffolgenden Jahr erreichte sie bei den Europameisterschaften 2017 in der Ostravar Aréna mit dem sechsten Platz ihr bestes Ergebnis bei Europameisterschaften, welches sie 2018 bestätigen konnte. In der Saison 2017/18 qualifizierte sie sich zudem erneut für die Olympischen Winterspiele und wurde auch vom Slovenský olympijský výbor für die Olympische Winterspiele 2018 in Pyeongchang nominiert. Im Dameneinzel erreichte sie durch den 13. Platz im Kurzprogramm die Kür und beendete schlussendlich den Wettbewerb auf dem 14. Platz.
Bei den Europameisterschaften 2019 in der Minsk-Arena konnte Nicole Rajičová ihre persönlichen Punktebestleistungen aufstellen. So erhielt sie für ihr Kurzprogramm 64,08 Punkte und für ihre Kür 104,95 Punkte. Mit insgesamt 169,03 Punkten belegte sie den neunten Platz. Nachdem sie die Saison 2019/20 nach ihrem abgeschlossenen Studium auslief, um sich einen Vollzeit-Beruf zu widmen, kehrte sie zur Saison 2020/21 zurück mit dem Ziel erneut an den Olympischen Winterspielen teilzunehmen. Obwohl sie in der Saison zum sechsten Mal slowakische Meisterin werden konnte, verpasste sie es einen Quotenplatz für die Slowakei bei den Olympischen Winterspielen 2022 herauszufahren.

## Erfolge
- sechsmal slowakische Meisterin (2013, 2015, 2016, 2017, 2019, 2021)
- zweimal Sieger der Four Nationals Figure Skating Championships (2015, 2016)

## Familiäres
Nicole Rajičová hat eine Schwester namens Dominika, welche in ihrer Jugend selbst international als Eiskunstläuferin aktiv war.